# Отсутствующий
«Отсутствующий» (исп. Ausente) — фильм режиссёра и сценариста Марко Бергера, история 16-летнего юноши, влюбившегося в своего тренера по плаванию.

## Сюжет
Во время занятий в бассейне Мартин травмировал глаз. Себастьян, тренер по плаванию, сопровождает парня в больницу и после посещения окулиста предлагает отвезти его домой. Но Мартин объясняет, что обстоятельства сложились так, что сегодня ему негде ночевать. Себастьяну ничего больше не остаётся, как пригласить ученика на ночлег к себе. На следующий день тренер узнает, что юноша солгал, но не может понять истинные мотивы и намерения Мартина, который без ума влюблён в своего наставника.

## В ролях
| Актёр            | Роль      |
| ---------------- | --------- |
| Карлос Эчеваррия | Себастьян |
| Хавьер Де Пьетро | Мартин    |
| Антонелла Коста  | Мариана   |

## Призы и номинации
Фильм номинировался на следующие награды и получил призы:
| Год  | Премия                                                        | Номинация                                  | Победил? |
| ---- | ------------------------------------------------------------- | ------------------------------------------ | -------- |
| 2011 | Премия Академии кинематографических искусств и наук Аргентины | Лучший новый актёр (Хавьер Де Пьетро)      | Нет      |
| 2011 | Тедди                                                         | Лучший художественный фильм (Марко Бергер) | Да       |